# Chusaris spurcatalis
Chusaris spurcatalis là một loài bướm đêm trong họ Noctuidae.